# لوکرتیا (کاسالی)
لوکرتیا یک نقاشی رنگ روغن اثر هنرمند روکوکوی ایتالیایی آندره کاسالی است. او این نقاشی را در حدود سال ۱۷۵۰ میلادی کشید.